# Gouvernement provisoire de 1868-1871
1868–1871
Entités précédentes :
- Royaume d'Espagne (règne d'Isabelle II)

Entités suivantes :
- Royaume d'Espagne (règne d'Amédée Ier

Le gouvernement provisoire de 1868-1871 est l'exécutif de transition formé en Espagne après le triomphe de la Révolution de 1868 - la Glorieuse Révolution - qui a mis fin au règne d'Isabelle II. Elle constitue la première période du Sexenio Democrático (1868-1874) et se subdivise en deux étapes :
- la première, caractérisée par l'élaboration de la nouvelle Constitution de 1869 sous un gouvernement provisoire composé des forces politiques qui avaient signé le pacte d'Ostende et joué un rôle de premier plan dans la Glorieuse Révolution - le Parti progressiste dirigé par le général Juan Prim et l'Union libérale dirigée par le général Francisco Serrano, et dont le troisième parti signataire du pacte, le Parti démocratique, qui deviendra le Parti républicain fédéral, est finalement écarté ;
- et la seconde, qui commence avec l'approbation de la nouvelle Constitution en juin 1869 et la nomination comme régent du général Serrano, alors président du gouvernement provisoire, le général Prim assumant la présidence du gouvernement, et qui se termine le 2 janvier 1871 avec la prestation de serment devant les Cortes Constituyentes du nouveau roi élu par lui, Amédée Ier de Savoie.

## Contexte: la révolution de 1868
Le 18 septembre, la flotte navale amarrée à Cadix, révoltée par l'amiral Juan Bautista Topete, entame un soulèvement à Cadix, d'où un appel à l'insurrection contre Isabelle II est lancé dans un manifeste publié le lendemain :

« Espagnols : La ville de Cadix, mise en armes avec toute sa province, avec la marine ancrée dans son port, et avec tout le département maritime de la Carraca, déclare solennellement qu'elle refuse son obéissance au gouvernement résidant à Madrid, certaine d'être le fidèle interprète de tous les citoyens qui, dans le long exercice de la patience, n'ont pas perdu le sentiment de dignité, et résolus à ne pas déposer les armes jusqu'à ce que la Nation récupère sa souveraineté, manifeste sa volonté et qu'elle s'accomplisse. [...] Nous voulons un gouvernement provisoire, représentant toutes les forces vives du pays, pour assurer l'ordre, tandis que le suffrage universel jette les bases de notre régénération sociale et politique. Vive l'Espagne avec honneur ! Cadix, 19 septembre 1868. »

Le soulèvement se répand dans le reste de l'Espagne, tandis que des insurrections populaires ont lieu dans de nombreuses villes. Le 28 septembre, la bataille décisive d'Alcolea a lieu, où les forces loyales à Isabelle II sont vaincues par les unités militaires rebelles sous le commandement du général Serrano. Le lendemain, Madrid se joint au pronunciamiento et Isabelle II, qui se trouve à San Sebastián accompagnée de sa cour, choisit de s'exiler en France. Dans le message adressé par la Reine à la nation « en posant le pied sur un sol étranger », elle a prévenu qu'elle ne renonçait pas à son droit à

« la integridad de mis derechos ni podrán afectarle en modo alguno los actos del gobierno revolucionario; y menos aún los acuerdas de las asambleas que habrán de formarse necesariamente al impulso de los furores demagógicos, con manifiesta coacción de las conciencias y de las voluntades. »

## Le gouvernement provisoire (1868-1869)

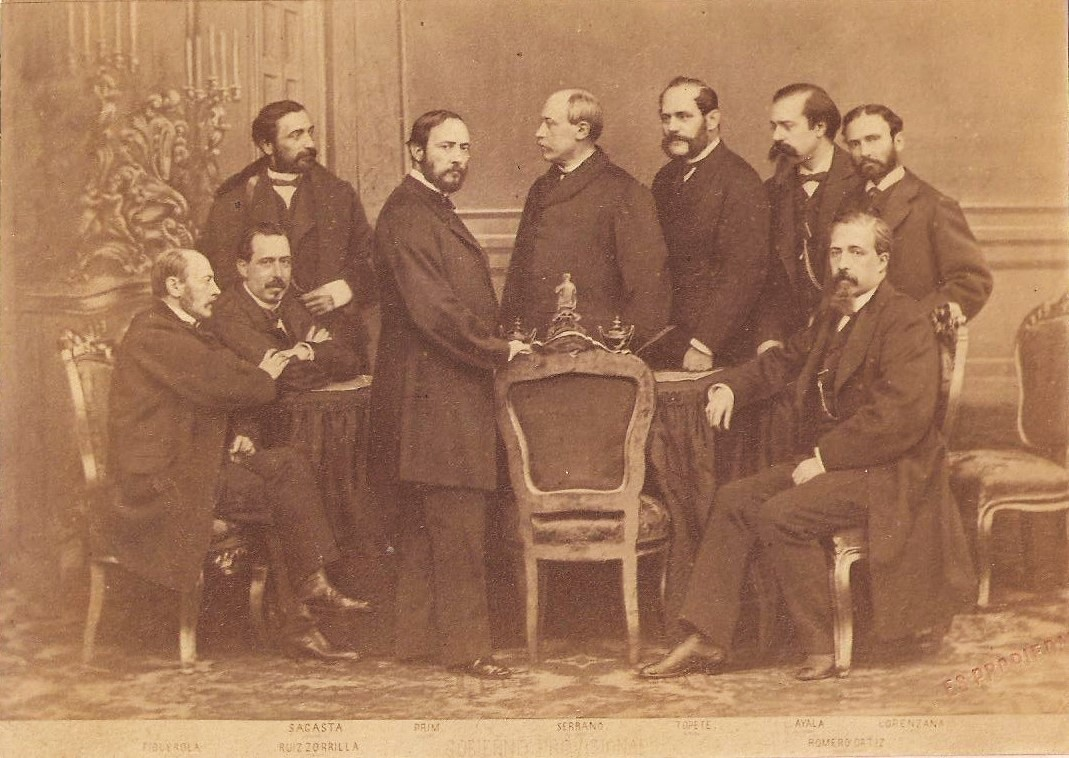
Le gouvernement provisoire en 1869. De gauche à droite : Laureano Figuerola, Finances ; Práxedes Mateo Sagasta, Intérieur ; Manuel Ruiz Zorrilla, Travaux publics ; Juan Prim, Guerre ; Francisco Serrano, Président du Gouvernement provisoire ; Juan Bautista Topete, Marine ; Adelardo López de Ayala, Outre-mer ; Antonio Romero Ortiz, Grâce et Justice ; et Juan Álvarez Lorenzana, État.
Photo de J. Laurent.

### Les juntes révolutionnaires
Dans un premier temps, le pouvoir est assumé par les juntes qui se sont formées dans les différentes villes, dont beaucoup sont élues au suffrage universel et dominées par les progressistes et les démocrates. Leurs manifestes reprenaient les revendications des classes populaires urbaines : abolition du droit de porte ou de consommation, abolition des quintas, liberté de religion, etc. Et certains d'entre eux ont même pris des décisions allant dans ce sens. Cependant, à de nombreuses reprises, le contraste entre le radicalisme politique des manifestes des juntes (suffrage universel, liberté de pensée, liberté religieuse) et leur conservatisme social (défense de l'ordre établi, propriété foncière, etc.) est important et s'accentue après la formation du gouvernement provisoire. « Les juntes révolutionnaires qui, dans les premiers temps, avaient utilisé un langage radical - la junte de Valladolid voulait « la liberté la plus totale »... - sont rapidement passées à un langage beaucoup plus modéré, avec des slogans sur le respect de la propriété et la préservation de l'ordre public, des éloges sur la « santé mentale » des citoyens et des exhortations à la prudence ».
Les premières juntes mises en place sont celles d'Andalousie, celles de Séville et Malaga se distinguant par leur caractère plus « radical ». « La junte de Séville consacre les libertés de la presse, de l'enseignement et du culte, abolit la peine de mort, les quintas et l'enregistrement maritime, affirme le suffrage universel et demande la tenue de tribunaux constituants ».
À Barcelone, la Junte a été formée plus tard, le 30 septembre, après l'annonce du triomphe de la révolution. Mais là, la Junte présidée par Tomás Fábregas, après avoir acclamé le général Prim, se déclare en faveur de la République, les emblèmes royaux sont détruits, les prisonniers politiques sont libérés et une milice urbaine de 4 000 citoyens est organisée pour garantir le fonctionnement normal de l'activité économique et de l'ordre social - les autorités officielles, le comte de Cheste et plusieurs généraux, s'enfuient en France. Le 2 octobre, la Junte met en place un nouveau Conseil municipal et un nouveau Conseil provincial et poursuit sa politique « radicale » : « elle supprime les mossos d'esquadra et les communautés religieuses, expulse les jésuites, abroge la loi d'ordre public, démolit le fort de la Citadelle et les Atarazanas, ainsi que les couvents de San Miguel et Junqueras, et proclame la liberté de culte et la suppression des quintas et des consommations ». Dans les premiers jours d'octobre, des juntes sont également formées à Valence - sous la direction du progressiste José Peris y Valero -, Alicante, Murcie, Saragosse, Valladolid, Burgos, Santander, La Corogne et les Asturies.
À Madrid, après la défaite de la bataille du pont d'Alcolea, le président du gouvernement, José Gutiérrez de la Concha, délègue ses pouvoirs à son frère Manuel, marquis de Duero, qui fait partie du groupe de généraux rebelles. Ce dernier, à son tour, après avoir nommé Antonio Ros de Olano capitaine général de Madrid, cède le pouvoir le 29 septembre au politicien progressiste Pascual Madoz, président de la Junte révolutionnaire, qui occupe également le poste de gouverneur civil de la province. Font également partie de la Junte révolutionnaire de Madrid les progressistes Joaquín Aguirre et Laureano Figuerola, ainsi que le démocrate Nicolás María Rivero, entre autres.

### La formation du gouvernement provisoire et le maintien de l'ordre

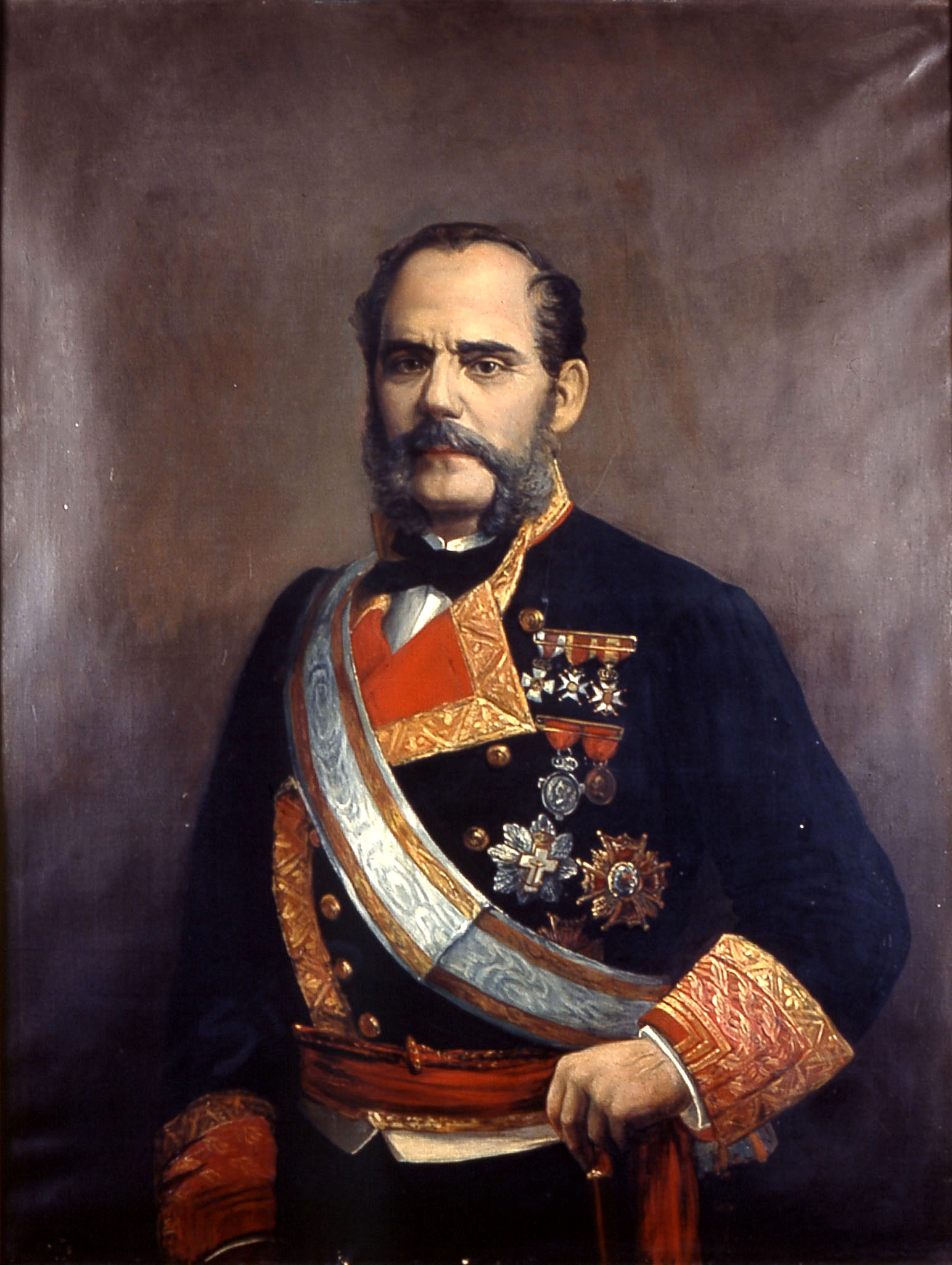
Amiral Juan Bautista Topete (1887) par Rafael Monleón (Museo Naval de Madrid).

Le 3 octobre 1868, le jour même de l'arrivée de Serrano et Topete dans la capitale, la Junte révolutionnaire de Madrid charge le premier de « former un ministère provisoire pour prendre en charge le gouvernement de l'État jusqu'à la réunion des cours constituantes », sans avoir consulté le reste des juntes.
Le 8 octobre, le gouvernement provisoire est formé, présidé par le général unioniste Serrano, qui comprend les deux autres officiers militaires qui avaient dirigé le pronunciamiento : le général progressiste Prim, à la Guerre, et l'amiral Topete, à la Marine ; et l'amiral unioniste Topete, dans la marine - ainsi que d'éminents politiciens unionistes (Antonio Romero Ortiz, à la Grâce et à la Justice ; Juan Álvarez Lorenzana, à l'État ; Adelardo López de Ayala, à l'Outre-mer) et progressistes (Praxedes Mateo Sagasta, à l'Intérieur ; Manuel Ruiz Zorrilla, aux Travaux publics ; Laureano Figuerola, à l'Finances). Les démocrates refusent de rejoindre le gouvernement car on ne leur propose qu'un seul ministère. Toutes les juntes n'acceptent pas la formation du gouvernement provisoire sans être consultées, et la junte de Barcelone proteste contre l'exclusion des démocrates du gouvernement et nomme « une commission pour aller à Madrid demander des explications ».
L'une des premières décisions prises par le gouvernement provisoire est de dissoudre les juntes, bien que nombre d'entre elles continuent à agir clandestinement par le biais des « comités de vigilance » qui en sont issus. La plupart de leurs membres ont rejoint les nouveaux conseils municipaux et provinciaux nommés par eux et revalidés par un décret gouvernemental du 13 octobre. Le décret autorise les membres des juntes à devenir conseillers et députés provinciaux. Après l'autodissolution de la Junta Superior de Madrid révolutionnaire le 19 octobre, le gouvernement décrète le lendemain l'extinction de toutes les autres. En outre, le gouvernement s'est engagé à organiser immédiatement des élections municipales.
Le gouvernement provisoire a eu plus de mal à faire respecter l'ordre de désarmer les milices des Volontaires de la Liberté, dont les autorités locales se plaignaient des actions en raison de la pression qu'elles subissaient pour se conformer aux réformes promises. Des combats de rue ont éclaté dans certaines villes andalouses, comme Puerto de Santa María, Cadix, Jerez et Malaga, obligeant l'armée à intervenir. À Barcelone, l'ordre n'a pu être exécuté avant la fin de l'année, et à Madrid, « pour éviter le désordre, le gouvernement a dû offrir trente réaux et du travail pour chaque fusil livré à la mairie, en vendant des biens municipaux pour obtenir l'argent ». Sagasta, ministre de l'Intérieur, ordonne aux gouverneurs civils de maintenir l'ordre « à tout prix » car les ennemis de la liberté « se sont peut-être cachés pour se glisser et se fondre dans les masses populaires ».

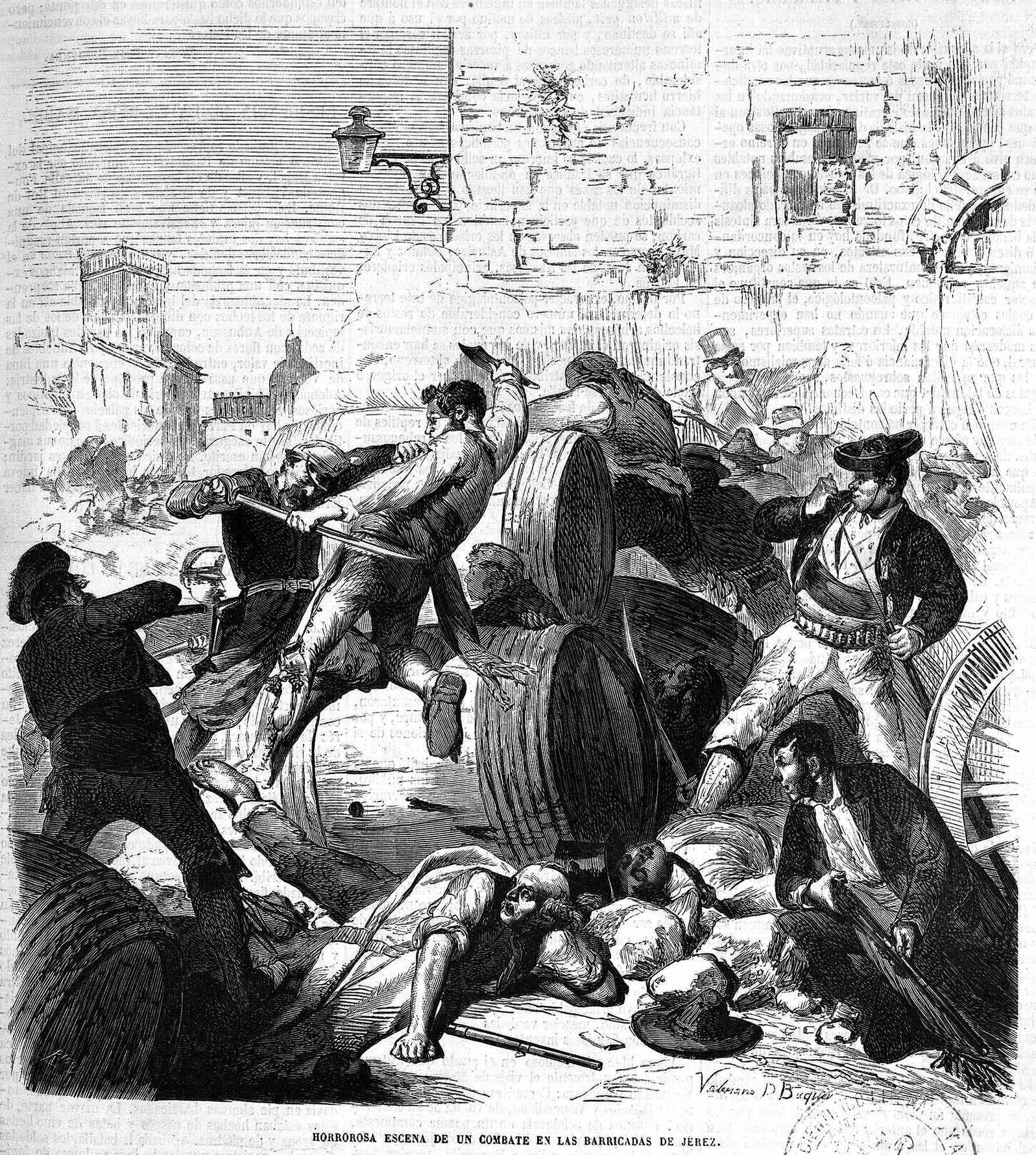
Motín contre les quintas à Jerez, mars 1869, par Valeriano D. Bécquer, El Museo Universal.

Le gouvernement a également dû faire face à une agitation sociale croissante. « Les occupations de terres et les émeutes de la faim se répandent non seulement en Andalousie, mais aussi en Galice, dans la Mancha et dans le Levante, et tout au long de l'année 1869, ces conflits sont rejoints par des troubles urbains liés à l'immobilité des salaires ». Un journal madrilène a accusé le gouvernement provisoire de faiblesse pour ne pas s'être occupé de ceux qui, dans « les provinces andalouses... invoquent le droit au travail et demandent une augmentation des salaires ou des traitements ».
En décembre, à Cadix, le gouverneur militaire déclare l'état de guerre pour faire face à une « succession d'alarmes injustifiées » et ordonne le désarmement des volontaires de la liberté. Les affrontements entre les miliciens, dirigés par Fermín Salvochea, fils d'un riche commerçant, et l'armée ont duré trois jours, l'artillerie étant utilisée de part et d'autre, causant un grand nombre de victimes. Pour mettre fin à la résistance des miliciens, le gouvernement envoie des unités de renfort et ordonne aux navires de l'armada espagnole de bombarder la ville, les obligeant à déposer les armes sans être vaincus. D'autres mouvements similaires ont eu lieu à Béjar, Badajoz, Málaga, Tarragone, Séville et Gandía. À Burgos, en revanche, la révolte a été menée par les partisans de la reine détrônée, qui ont poignardé à mort le nouveau gouverneur civil à la porte de la cathédrale, croyant qu'il avait été nommé parce qu'il allait dépouiller l'Église de ses biens - et non pour les inventorier afin d'empêcher de nouvelles ventes clandestines, comme le gouvernement lui avait ordonné de le faire.
Cette politique de maintien de l'ordre s'accompagne d'une série de décrets reconnaissant les droits et libertés réclamés dans les manifestes des juntes : liberté d'enseignement (21 octobre) ; liberté de la presse (23 octobre) ; droit de réunion (1er novembre) ; suffrage universel pour les hommes de plus de 25 ans (1er novembre) ; droit d'association (21 novembre). Quant aux deux revendications populaires les plus importantes, un décret du 12 octobre élimine les droits d'accise, mais la suppression des quintas ne peut être réalisée en raison du déclenchement de l'insurrection à Cuba qui déclenche la guerre des dix ans.

### L'insurrection cubaine et le problème des quintas
Le 10 octobre 1868, une insurrection indépendantiste éclate sur l'île de Cuba, dirigée par Carlos Manuel de Céspedes qui donne le Grito de Yara, un Manifeste de la Junte révolutionnaire de l'île de Cuba dans lequel sont exposés les griefs contre la métropole qui justifient la sécession : rejet du système fiscal et des obstacles au libre-échange, maintien de l'esclavage, manque de capacité d'autogouvernement des habitants de l'île, etc.

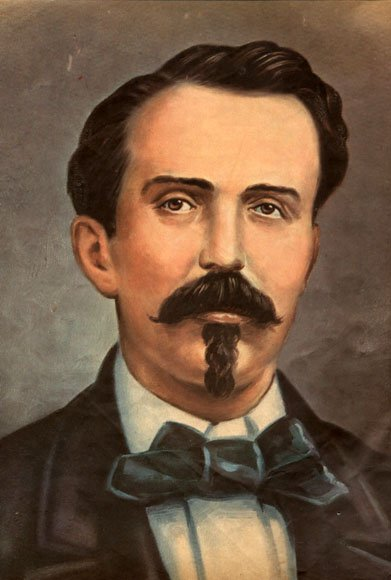
Carlos Manuel de Céspedes

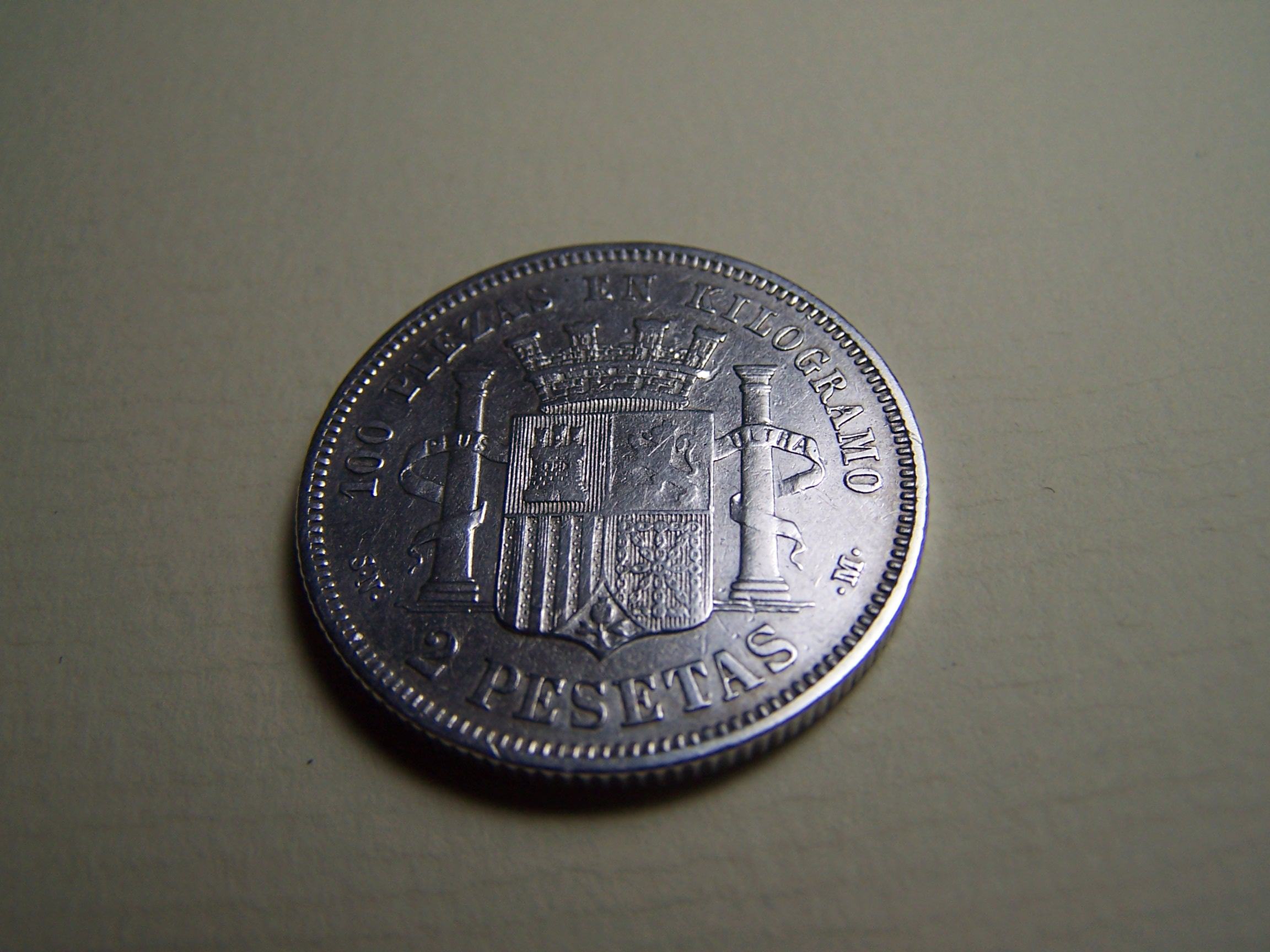
Pièce de 2 pesetas, émise par le gouvernement provisoire, 1869

Les indépendantistes cubains, avec le soutien des États-Unis, élaborent leur propre constitution pour l'île en avril 1869 et confirment Carlos Manuel de Céspedes comme président de la République « en armes ».
En août 1869, le général Prim, « convaincu de l'incapacité de l'Espagne à conserver l'île par la force », entame des pourparlers à Madrid avec un envoyé spécial des États-Unis pour négocier l'indépendance de Cuba, mais aucun accord n'est conclu, en raison, entre autres, de l'opposition des autres membres du gouvernement et de la majorité de l'opinion publique espagnole à faire des concessions sur la question cubaine.
L'une des conséquences de l'insurrection a été que le gouvernement provisoire n'a pas pu satisfaire l'une des deux plus importantes revendications populaires, avec l'abolition du droit d'accise, l'abolition des quintas, car le gouvernement a été contraint d'envoyer des troupes du continent pour la réprimer. « Pendant la campagne électorale, les progressistes et les syndicalistes ont continué à tenir leur promesse d'abolir les quintas, mais après les élections, la réalité a prévalu et Prim, assailli par la guerre de Cuba, a dû appeler 25 000 hommes à l'armée. La campagne contre la quinta de 1969 a été un véritable test pour le gouvernement, qui n'a jamais réussi à regagner le prestige qu'il avait perdu auprès des classes populaires. Même si, en raison des nombreux intérêts en jeu, le système aurait été maintenu de toute façon - il suffit de voir le nombre d'hommes politiques de l'époque directement ou indirectement impliqués dans les sociétés d'assurance quinta pour comprendre que ces hommes ne pouvaient pas avoir grand intérêt à y mettre fin - l'insurrection cubaine a aggravé le problème en raison du danger d'être envoyé outre-mer. Les républicains devinrent les seuls défenseurs de son abolition aux Cortes, tandis que partout se produisaient des émeutes contre la cinquième nouvellement établie. De 1869 à 1872, les gouvernements successifs ont dû continuer à appeler les quintas, parce qu'ils devaient continuer à envoyer des forces à Cuba, bien que le prix du rachat par l'État ait baissé de 6 000 à 4 000 reales, et qu'il ait été plus facile pour les municipalités de racheter collectivement leurs quintos, en payant à l'État un certain montant par tranches annuelles ou en fournissant à l'armée des volontaires ».

### Consommation et réforme économique
La situation de la trésorerie en 1869 était critique, car il n'y avait pas de ressources et la dette s'élevait à environ deux milliards et demi, ce qui signifiait qu'elle était cotée sur le marché au tiers de sa valeur nominale, rendant impossible l'émission de plus de dette car sa valeur réelle aurait encore baissé. Pour faire face à la catastrophe, le ministre des finances, Laureano Figuerola, n'a eu d'autre choix que de lancer un emprunt pour une souscription de deux milliards, mais dont seulement 530 millions ont été couverts, et l'émission de dette extérieure pour une valeur de 400 millions.

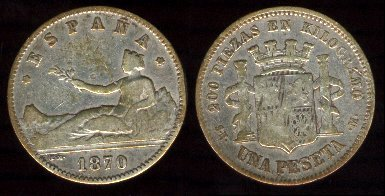
Première pièce de 1 peseta de valeur faciale émise pendant le gouvernement provisoire en 1870.

Figuerola répondait à la demande populaire de « droits de porte » ou impôts sur la consommation, qui étaient un impôt général, ordinaire et indirect introduit par la réforme du Trésor de Mon-Santillán de 1845, qui taxait une vingtaine d'articles « manger, boire et brûler » et rendait plus cher le prix final de ces produits de première nécessité, car ce sont principalement les petits producteurs, artisans et ouvriers qui les payaient. Il les supprime par décret le 12 octobre 1868, mais les remplace par un autre impôt, l'impôt de capitation, qui doit être payé par toutes les personnes âgées de plus de 14 ans, tout aussi impopulaire, car l'intention initiale de Figuerola de le payer proportionnellement à la richesse de chaque contribuable ne peut être appliquée en raison de « l'incapacité de l'administration à le gérer et à l'imposer ». Il n'y a donc pas eu de véritable changement de politique fiscale, car les recettes de l'État ont continué à reposer sur des impôts indirects, répartis sur l'ensemble de la population, et non sur des impôts directs sur le capital et les biens immobiliers.
Figuerola abolit également l'impôt sur le sel, une autre demande populaire, mais il n'abolit pas l'impôt sur le tabac et le papier timbré, qui était imposé par de nombreuses juntes.
Le ministre des Finances du gouvernement provisoire crée également la nouvelle unité monétaire, la « peseta », et met en œuvre une politique de libre-échange dans le commerce extérieur, comme la réduction des droits de douane, qui est limitée par l'opposition des industriels catalans qui défendent le protectionnisme.

### La proclamation du gouvernement provisoire en faveur de la «monarchie populaire»
C'est l'Union libérale qui a immédiatement fait des déclarations claires en faveur de la monarchie, rompant le pacte de ne pas le faire avant la réunion des Cortes Constituyentes. Les unionistes, comme les progressistes, étaient convaincus que les classes populaires n'avaient pas une éducation politique suffisante pour soutenir un système démocratique fondé sur le suffrage universel (masculin), de sorte que pour eux, la démocratie avait besoin du contrepoids de la monarchie. Ainsi, le gouvernement provisoire, contrairement à ce qui avait été convenu à Ostende, n'est pas resté impartial sur la question de la forme du gouvernement et s'est prononcé en faveur de la monarchie. C'est ce qui est affirmé dans le manifeste du 25 octobre et dans le manifeste dit de « conciliation » du 12 novembre, dans lequel il défend « la monarchie entourée d'institutions démocratiques, la monarchie populaire » :
« Nuestra monarquía, la monarquía que vamos a votar, es la que nace del derecho del pueblo; la que consagra el sufragio universal; la que simboliza la soberanía de la nación; la que consolida y lleva consigo todas las libertades públicas; la que personifica, en fin, los derechos del ciudadano, superiores a todas las instituciones y a todos los poderes. Es la monarquía que destruye radicalmente el derecho divino y da supremacía de la familia sobre la nación; la monarquía rodeada de instituciones democrática; la monarquía popular. »
« Notre monarchie, la monarchie pour laquelle nous allons voter, est la monarchie qui naît du droit du peuple ; la monarchie qui consacre le suffrage universel ; la monarchie qui symbolise la souveraineté de la nation ; la monarchie qui consolide et porte en elle toutes les libertés publiques ; la monarchie qui incarne, en un mot, les droits du citoyen, supérieurs à toutes les institutions et à tous les pouvoirs. C'est la monarchie qui détruit radicalement le droit divin et donne la suprématie à la famille sur la nation ; la monarchie entourée d'institutions démocratiques ; la monarchie populaire. »
Il réitère sa position pro-monarchiste dans le préambule du décret convoquant les Cortès, dans lequel il déclare que le gouvernement serait très satisfait si « les partisans de ce principe monarchiste » étaient « victorieux dans les urnes ».

### La scission des démocrates et la naissance du parti républicain fédéral
À la mi-octobre 1868, le parti démocratique tient une importante réunion à Madrid, présidée par le vétéran José María Orense, au cours de laquelle il est établi par acclamation que « la forme de gouvernement de la démocratie ne peut être que la République fédérale ».
Lorsque le gouvernement provisoire se déclare en faveur de la monarchie, le débat au sein du parti démocratique sur la compatibilité de la monarchie avec la démocratie et sur l'« accidentalité » des formes de gouvernement s'intensifie. La majorité des démocrates, menée par José María Orense, Francisco Pi y Margall, Estanislao Figueras, Nicolás Salmerón et Emilio Castelar, défend la République et le parti est refondé sous le nom de Parti républicain démocratique fédéral, tandis que la minorité, menée par Nicolás María Rivero, Cristino Martos et Manuel Becerra y Bermúdez, soutient que ce qui est fondamental, c'est la reconnaissance du suffrage universel (masculin) et des droits et libertés individuels, et non la forme de gouvernement, qu'elle considère comme « accidentelle ». Cette minorité de démocrates qui approuvait la monarchie a été appelée « cimbrios » en raison du manifeste qu'elle a rendu public en novembre.
Les républicains fédéraux ont démontré le soutien populaire dont ils bénéficiaient lorsque, lors des élections municipales du 18 décembre 1868, ils ont remporté la victoire dans 20 capitales provinciales, dont Barcelone, Valence, Séville, Malaga, Saragosse, Alicante, Gérone, Lérida, Huesca et Santander. Ce soutien a été confirmé lors des élections aux assemblées constituantes qui ont eu lieu le 15 janvier.

### Les élections aux Cours Constituantes et «l'influence morale du gouvernement».
Les élections aux Cortès constituantes ont eu lieu du 15 au 18 janvier 1869 au suffrage universel (masculin), qui a donné le droit de vote à près de quatre millions d'hommes âgés de plus de 25 ans, dont plus de la moitié étaient analphabètes. Les élections ont été organisées selon un système électoral dans lequel la circonscription correspondait à la province, en divisant celles qui avaient la plus grande population, ce qui a donné un total de 82 circonscriptions.
La campagne électorale a été très animée et, pour la première fois, les journaux ont joué un rôle important dans la propagande politique et la mobilisation de l'opinion publique.
La victoire revient à la coalition gouvernementale monarchiste-démocratique, formée par les unionistes, les progressistes et les démocrates monarchistes - également connus sous le nom de « Cimbrios » -, qui obtient 236 députés - la plupart des progressistes, plus 81 unionistes et 21 démocrates « Cimbriens » -, tandis que les républicains fédéraux obtiennent 85 députés et les carlistes 20.
Les candidats du gouvernement ont obtenu leurs meilleurs résultats dans les régions traditionnellement conservatrices (Galice, Asturies, les deux régions castillanes et l'intérieur de la Catalogne et de l'Andalousie), tandis que les républicains fédéraux triomphaient nettement dans la région méditerranéenne. Ils ont obtenu la majorité dans des villes aussi importantes que Barcelone, Valence, Séville, Malaga, Cadix, Saragosse, Alicante, Gérone, Lerida et Huesca, mais pas à Madrid, où les candidats du gouvernement ont gagné. Pour leur part, les carlistes ont obtenu la majorité dans leur bastion traditionnel, le Pays basque et la Navarre, ainsi que dans des régions isolées de Murcie, de Castille et de Catalogne. Le grand perdant est le parti modéré, qui n'était pas représenté.
Les républicains fédéraux dénoncent l'« ingérence » électorale réalisée par le gouvernement provisoire pour obtenir une majorité aussi écrasante de députés qui le soutiennent. Aujourd'hui, les historiens s'accordent à dire qu'il y a eu une « interférence » du gouvernement dans les élections (ce que l'on appelait à l'époque « l'influence morale du gouvernement »), bien que ces premières élections au suffrage universel direct de l'histoire espagnole aient été plus « propres » que les précédentes de l'époque isabélienne. Sur la manière dont le gouvernement a « influencé » les élections, l'historien Ángel Bahamonde explique : « Dans les districts urbains, la pression habituelle du pouvoir politique sur sa cohorte d'employés civils et militaires a été exercée. En ce qui concerne les districts ruraux [qui constituaient la majorité], plutôt que le pucherazo au sens strict du terme, ce qui a fonctionné, dans un environnement de faible culture politique et d'expérience participative quasi inexistante, ce sont les mécanismes de pression basés sur les relations de dépendance et de subordination, caractéristiques des petites localités rurales peu développées, où la protection du notable avait pour contrepartie la contrainte du vote. Il s'agirait d'une forme de caciquisme anthropologique où le binôme protection-dépendance imposerait ses règles ».

### La constitution de 1869

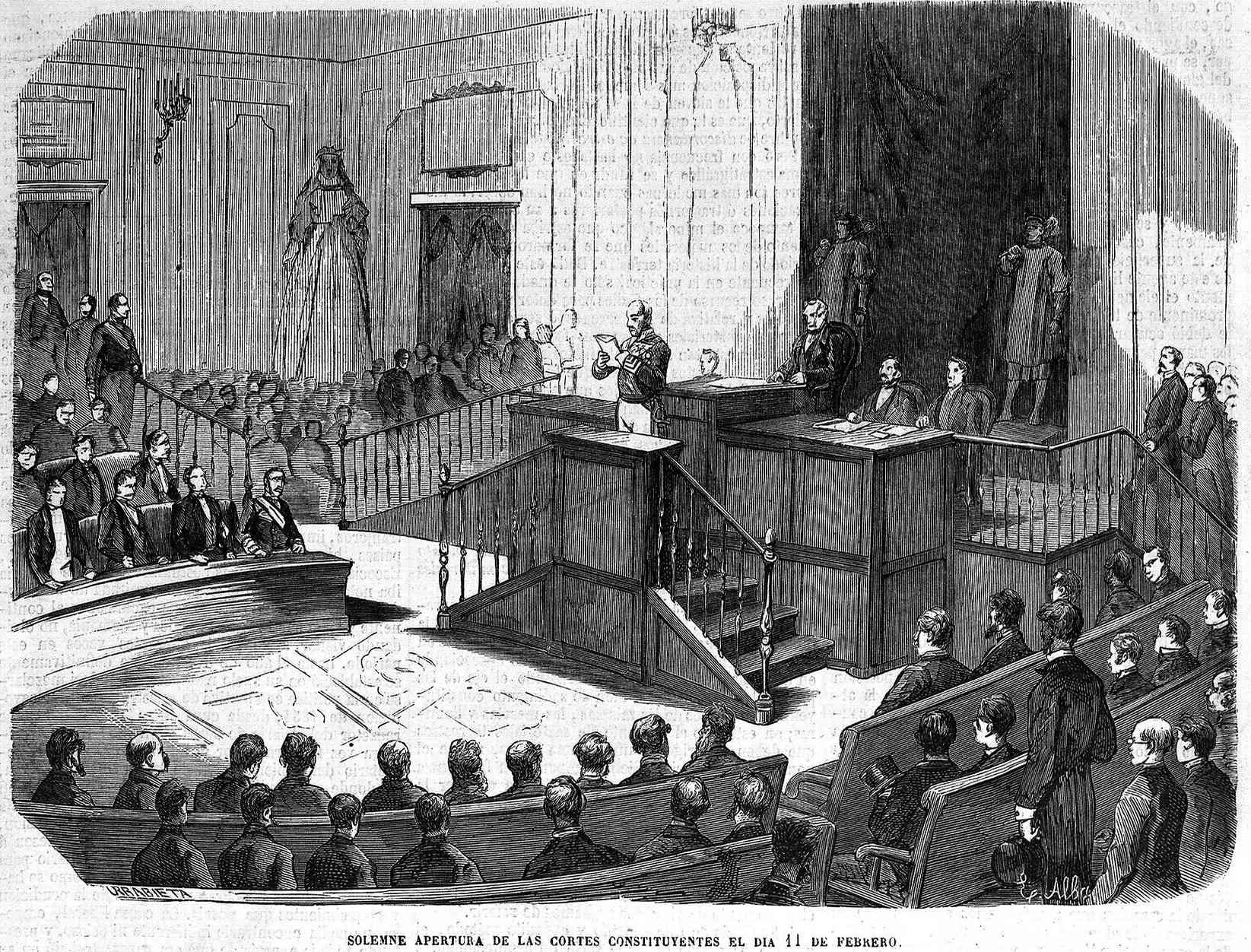
Ouverture des tribunaux constituants le 11 février 1869, par Urrabieta, El Museo Universal.

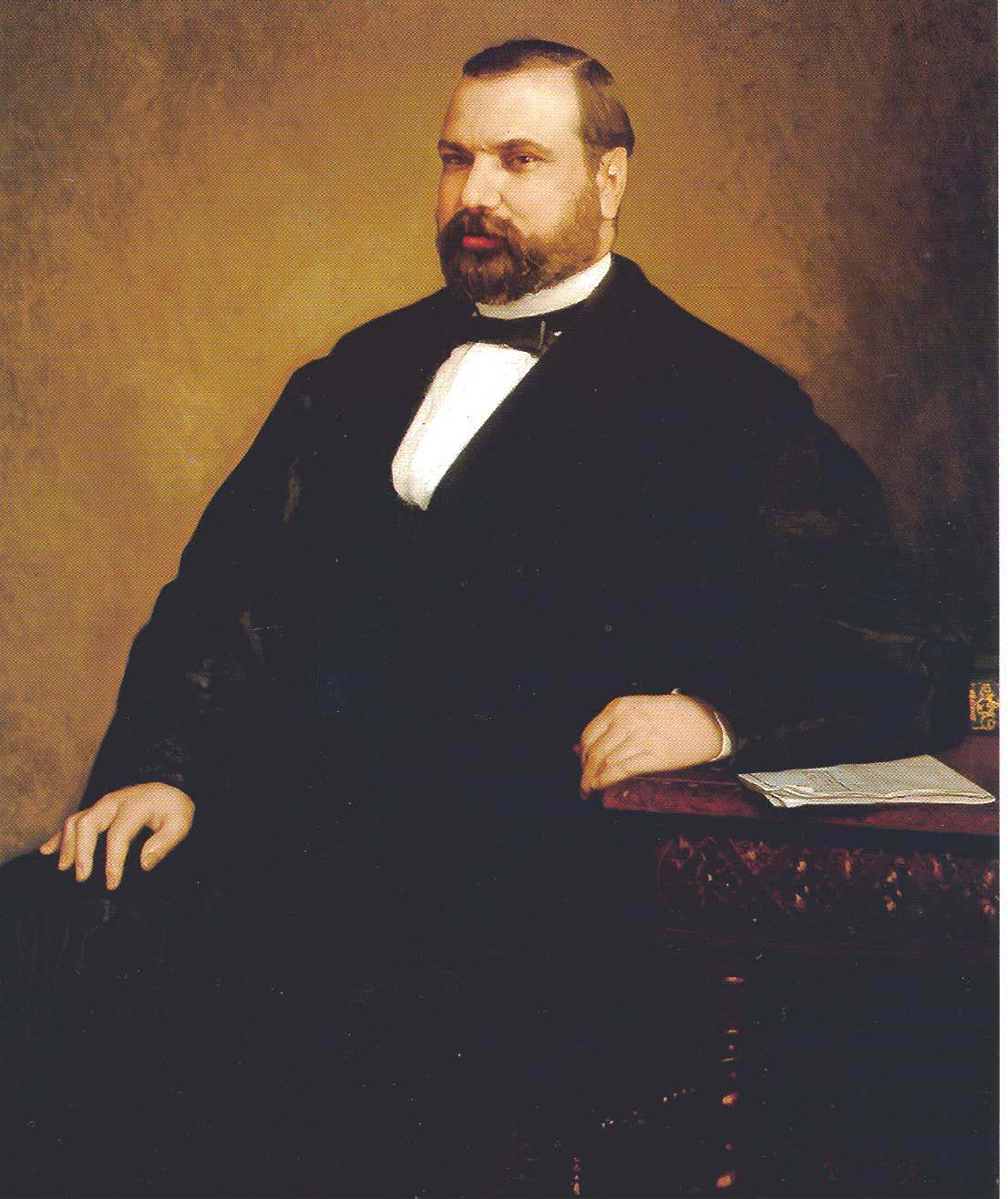
Nicolás María Rivero, portrait par Antonio Gisbert Pérez, 1873.

Les Cortes Constituyentes ont ouvert leurs sessions le 11 février 1869 par un discours du général Serrano, qui a été approuvé comme président de l'exécutif. Le cimbrio Nicolás María Rivero a été élu président des Cortes, et dans son discours, il a défendu la démocratie comme « la forme ultime du progrès humain dans l'état actuel de la civilisation des peuples ». Pour sa part, le général Prim a déclaré que « la dynastie déchue ne reviendra jamais, jamais, jamais ».
La Commission constitutionnelle est alors élue pour rédiger le projet de Grande Charte qui sera débattu en séance plénière. Elle est composée, entre autres, des progressistes Salustiano de Olózaga et Montero Ríos, des unionistes Antonio de los Ríos Rosas, Augusto Ulloa et Manuel Silvela, et des démocrates « cimbriens » Cristino Martos et Manuel Becerra - les républicains fédéraux sont exclus de la Commission, qui est présidée par Olózaga. La Commission a présenté son projet le 30 mars, et le préambule de son avis indique que « l'œuvre politique des générations qui nous ont précédés a été une lutte inlassable pour protéger la liberté dans le cadre des garanties offertes par le régime parlementaire ».
Début avril, la discussion sur le projet de constitution a commencé. La première question qui a fait l'objet d'un débat acharné était l'établissement de la monarchie comme forme de gouvernement (article 33 : « La forme de gouvernement de la nation espagnole est la monarchie »). Le 20 mai, le ministre Adelardo López de Ayala a affronté les députés républicains fédéraux, arguant que la révolution de 1868 avait été l'œuvre des classes conservatrices et qu'à présent « les classes inférieures de la société », qui, selon lui, n'y avaient pas participé, voulaient leur retirer leurs acquis en réclamant la République. « J'ai vu, messieurs, de grands propriétaires terriens, de grands hommes d'Espagne, de grands hommes de Castille, de grands marchands, de grands industriels, des écrivains, des poètes, des médecins, des avocats, décidés à tout sacrifier pour le bien de leur pays ; mais qu'en est-il des masses, demandai-je. « Ils nous rejoindront après la victoire », m'ont-ils tous répondu », a déclaré López de Ayala. Serrano et Topete ont dû intervenir pour rectifier les propos de leur collègue du gouvernement, mais, selon Josep Fontana, « Ayala avait dit ce qu'ils pensaient tous ». Finalement, la monarchie est approuvée comme forme de gouvernement par 214 voix contre 71, mais avec des pouvoirs limités, puisque le pouvoir législatif appartient exclusivement aux Cortes.
Cependant, comme l'a souligné Jorge Vilches, la Couronne dans la Constitution a conservé de nombreux pouvoirs d'une monarchie constitutionnelle - notamment le pouvoir de dissoudre les Cortès et de nommer et révoquer les gouvernements - de sorte qu'il ne s'agissait pas d'un simple pouvoir symbolique comme dans les monarchies parlementaires. La Couronne « n'avait pas le pouvoir colégislatif des constitutions précédentes, mais elle était libre de sanctionner, d'approuver, de différer ou de désapprouver les décisions des ministres. La pratique parlementaire indique que lorsque le roi refuse la sanction, le gouvernement se sent désemparé et rend le mandat. Il s'ensuit que la nomination des ministres était également libre, de sorte que le rôle des majorités parlementaires était plutôt a posteriori, c'est-à-dire que le gouvernement de l'époque dissolvait et créait son propre parlement. Cette situation s'est maintenue sous le règne d'Amadeo Ier, démontrant ainsi la difficulté de combiner de manière réaliste monarchie constitutionnelle et démocratie. Cette attribution de la nomination du gouvernement à la Couronne et non au Parlement indique que l'on se trouvait encore dans une phase « pré-parlementaire » de l'histoire constitutionnelle. [...] Une démocratie avait été établie, mais la responsabilité placée sur la Couronne était plus grande que dans le régime précédent ».
L'autre point controversé était la question religieuse, car la tolérance religieuse était finalement établie pour la première fois dans l'histoire du constitutionnalisme espagnol - dans le « non nata » de 1856, elle apparaissait également mais n'a jamais été promulguée - en permettant, dans une formulation alambiquée de l'article 21, « l'exercice public et privé de tout autre culte non catholique », ce qui souleva les protestations des députés carlistes et de la hiérarchie ecclésiastique, même si le caractère confessionnel de l'État et le budget pour « le culte et le clergé » étaient maintenus. L'État laïque n'était soutenu que par les républicains fédéraux, notamment par le député Suñer y Capdevila, qui défendait « l'idée nouvelle » de « la science, la terre, l'homme », contre « l'idée dépassée » représentée par « la foi, le ciel, Dieu ». Le cardinal-archevêque de Saint-Jacques-de-Compostelle a répondu que le catholicisme était « la seule vraie religion du monde ».
La Constitution, qualifiée de « démocratique » par le président des Cortes Constituyentes lui-même, a été approuvée le 1er juin par 214 voix contre 55 et promulguée le 6 juin. Elle comprenait le titre I - dont le « cimbrio » Cristino Martos était l'architecte - dans lequel, pour la première fois dans l'histoire constitutionnelle espagnole, les droits individuels et les libertés collectives étaient garantis, y compris, pour la première fois, la liberté de réunion et la liberté d'association. La partie organique établissait que la souveraineté résidait essentiellement dans la nation (article 32) et que la forme de gouvernement était la monarchie (article 33), ainsi que la séparation des pouvoirs, dans laquelle le pouvoir législatif correspondait aux Cortès, le judiciaire aux tribunaux et l'exécutif au roi, bien que la responsabilité des ministres devant les Cortès ait été établie, ainsi que celle des juges.
« La Constitution de 1969 n'était pas seulement la plus libérale de celles qui avaient été promulguées en Espagne, mais elle était aussi à l'avant-garde des constitutions européennes de l'époque. Il a été clairement influencé par la Constitution américaine... ».
Cependant, « bien qu'elle consacre les principes fondamentaux de la révolution, le suffrage universel et les libertés individuelles, elle ne satisfait presque personne. Les républicains s'opposent au principe monarchique, les catholiques à la liberté religieuse, les libres penseurs au maintien du culte. Elle semblait trop avancée pour beaucoup et timide pour d'autres... ».

## La régence du général Serrano (1869-1871)

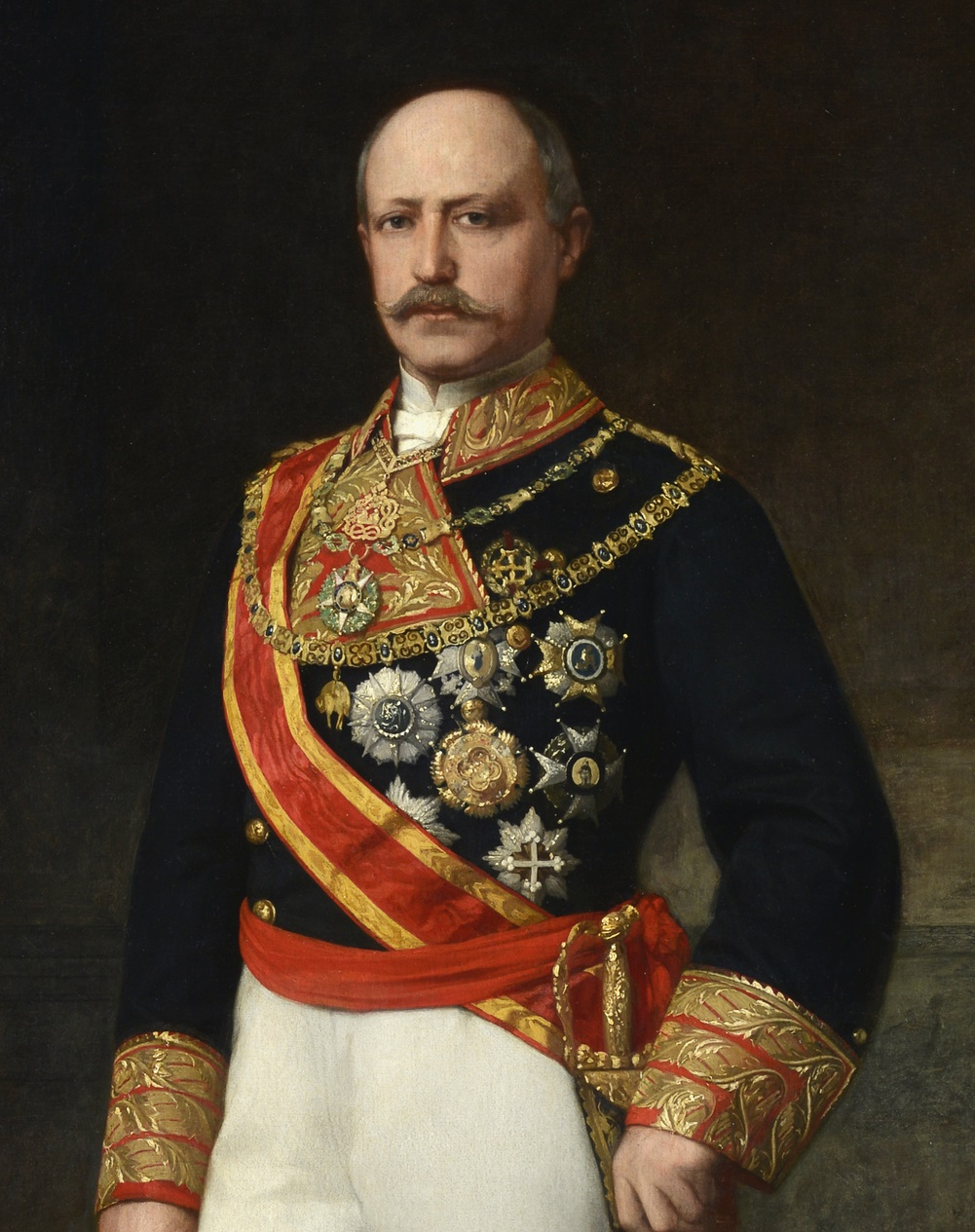
Général Serrano, régent du royaume d'Espagne.

Une fois la Constitution promulguée, ayant établi la monarchie comme forme de gouvernement, les Cortès ont nommé le général Serrano comme régent le 18 juin, tandis que le général Prim devenait président du gouvernement. Le lendemain, Prim présente son nouveau cabinet, dans lequel les ministres restent pratiquement les mêmes et auquel les démocrates « cimbriens » ne veulent pas se joindre malgré l'offre de Prim de trois ministères, car, selon Jorge Vilches, « l'union avec les conservateurs était terminée pour les démocrates une fois la Constitution approuvée ».
La tâche principale du nouveau gouvernement est de chercher un roi parmi les différentes familles royales européennes, bien qu'en même temps il entreprenne le développement législatif de la Constitution et poursuive les réformes économiques entreprises par le gouvernement provisoire : l'établissement du mariage civil (loi provisoire du mariage civil du 18 juin 1870) ; la réforme du code pénal (loi du 16 juillet 1870) ; la démocratisation des municipalités (août 1870) ; la réorganisation de l'administration de la justice (loi organique du pouvoir judiciaire du 15 septembre 1870). En ce qui concerne les réformes économiques (Figuerola reste dans le portefeuille du Trésor), il faut souligner la loi tarifaire du 12 juillet 1869, par laquelle le marché espagnol s'ouvre progressivement aux produits étrangers (passant ainsi du protectionnisme au libre-échange du commerce extérieur).
Cependant, deux problèmes compliquent le travail du gouvernement de Prim : premièrement, l'incapacité de l'armée à maîtriser l'insurrection sécessionniste cubaine, particulièrement forte dans l'est de l'île ; deuxièmement, la nécessité de faire face à l'insurrection fédérale.

### L'insurrection des républicains fédéraux
La direction madrilène du Parti républicain démocratique fédéral avait accepté de « reporter la question sociale après l'instauration de la république », mais elle s'est vite trouvée dépassée par la pression des organisations « intransigeantes » des provinces qui s'opposaient à l'attitude « compromettante » ou « bienveillante » de la minorité républicaine du Congrès des députés, et qui, à leur tour, subissaient la pression des classes populaires, d'autant que non seulement la promesse de l'abolition des quintas n'avait pas été tenue, mais que le gouvernement provisoire en avait décrété une nouvelle de 25 000 hommes pour faire face à l'insurrection. Le gouvernement provisoire en avait décrété un nouveau de 25 000 hommes pour faire face à l'insurrection cubaine - qui sera suivi d'un autre de 40 000 en avril 1870. Ainsi, face à l'attitude « bienveillante » des dirigeants de Madrid, les comités provinciaux commencent à signer des pactes d'association régionale pour construire la République fédérale « par le bas » sur le modèle du pacte de Tortosa signé le 18 mai 1869 entre les territoires de l'ancienne couronne d'Aragon. Des pactes ont également été signés à Cordoue (entre Andalous, Estrémadures et Murciens), Valladolid (où est né le pacte fédéral castillan), Saint-Jacques-de-Compostelle et Eibar. Le processus culmine avec la signature à Madrid, le 30 juin 1869, d'un « Pacte national » ou « Pacte général » qui rassemble les différents pactes et crée le « Conseil fédéral », qui publie un manifeste appelant à une République fédérale démocratique.
« L'été 1869 est particulièrement troublé : troubles carlistes en Catalogne qui permettent à Sagasta de donner des pouvoirs extraordinaires aux gouverneurs civils, incidents avec les républicains à Tarragone et Tortosa qui débouchent sur un soulèvement, révoltes armées en Andalousie et soulèvements à Valence et Saragosse. Le conseil municipal de Madrid a dénoncé dans une proclamation les excès de ceux qui « se disant fédéralistes, prêchent des doctrines délétères d'absurdité immorale et de socialisme impossible, abusant également de la presse pour les propager, répandre l'alarme et exciter la rébellion ».
Le 27 septembre 1869, le comité fédéral républicain de Barcelone lança un appel à l'insurrection qui fut suivi dans toute la Catalogne et, en dehors de celle-ci, dans certains endroits de l'Aragon, à Béjar, à Orense, à Murcie, à Alicante, à Valence et dans diverses régions d'Andalousie - sous la direction de Fermín Salvochea et de José Paúl y Angulo. Comme ils n'avaient ni armes ni ressources, l'insurrection fut facilement écrasée par l'armée, mais elle refit surface lorsqu'un nouveau cinquième fut annoncé, à tirer en avril 1870, dans les quartiers ouvriers de Barcelone, comme Gràcia, Séville et Malaga, mais échoua à nouveau. Cependant, le conflit s'est poursuivi en Andalousie sous la forme d'activités de banditisme sur les terres communales qui avaient été prises aux villages du Désamortissement de Madoz.
La cause principale de l'insurrection était la tentative de mettre en pratique les principes du fédéralisme et de mettre en œuvre  »La República«   »par le bas« . Il ne faut pas oublier que dans certains endroits, notamment en Andalousie,  »La República«  avait un arrière-plan social, car pour beaucoup de gens, elle était synonyme de répartition des terres entre les journaliers et les paysans pauvres, ou encore d'abolition immédiate des quintas tant détestées.

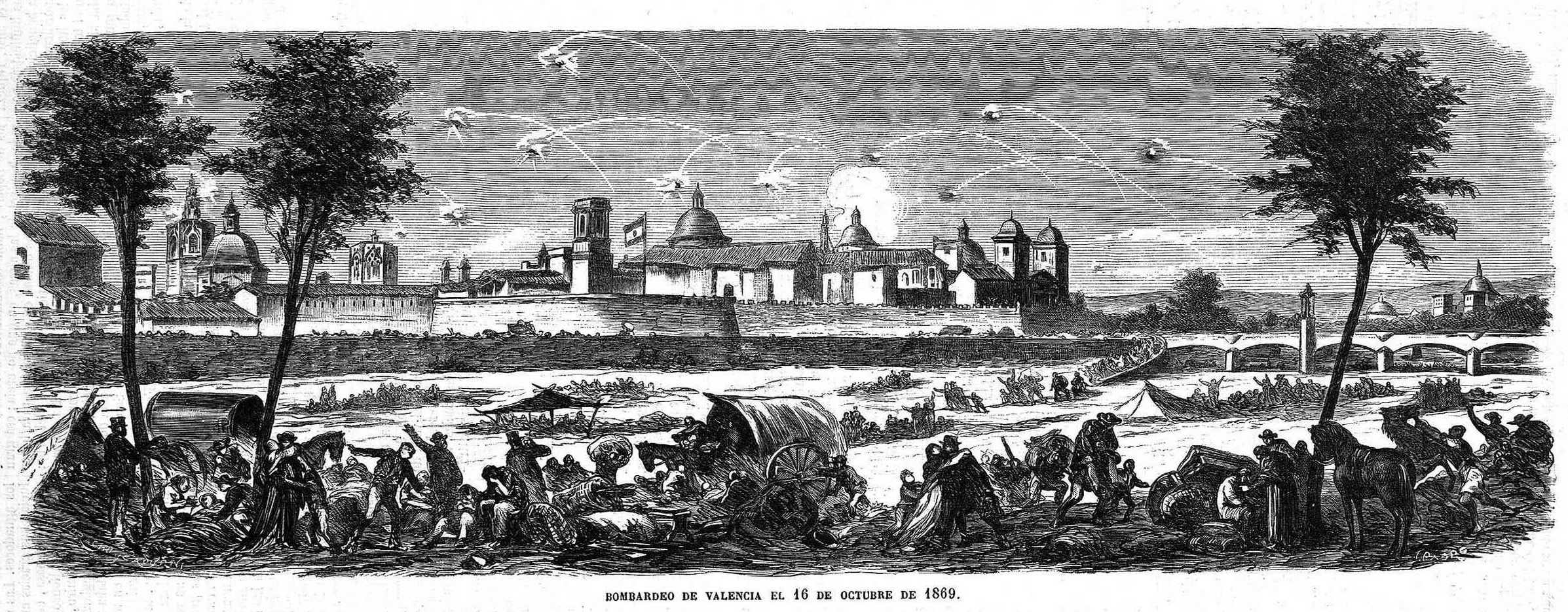
Bombardement de Valence le 16 octobre 1869, El Museo Universal.

« L'insurrection républicaine de septembre-octobre 1869 révèle les divergences entre certains secteurs du pays et la coalition gouvernementale. Et elle a été significative, non seulement en raison de sa rupture violente avec un consensus, mais aussi parce qu'un grand nombre de ceux qui y ont pris part se sentaient désillusionnés par une politique qu'ils considéraient comme inefficace pour leurs intérêts..... Dès les premiers instants, la désillusion de certains secteurs qui attendaient du gouvernement qu'il s'attaque à la crise agricole était évidente. Mais ce n'était pas la seule déception : deux des plus importantes revendications populaires, l'abolition des quintas et l'abolition des consommables, étaient éludées par le gouvernement avec des palliatifs plus ou moins réels ».
D'autre part, l'échec du soulèvement fédéral conduit certains secteurs des travailleurs à prendre leurs distances par rapport à la politique des partis, comme le montre le premier congrès des sociétés ouvrières qui se tient à Barcelone en juin 1870, où est créée la Fédération régionale espagnole de la Première Internationale. Le journal internationaliste La Federación préconise que les travailleurs se tiennent à l'écart des républicains fédéraux, car la seule cause pour laquelle ils doivent se battre est celle de la  »révolution sociale« .

### L'éclatement de la coalition révolutionnaire et la naissance du parti radical

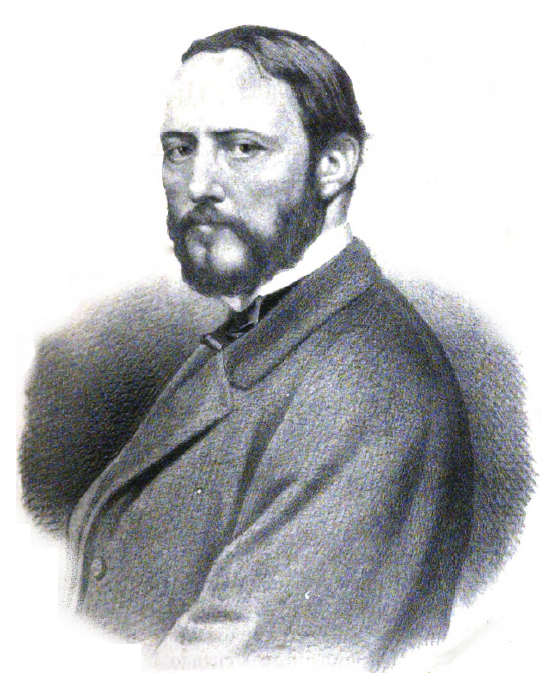
Juan Prim en 1869.

En juillet 1869, la première crise dans la coalition qui soutient le gouvernement du général Prim l'amène à remanier son cabinet, qui comprend pour la première fois les démocrates  » cumbriens «  avec deux ministères - Manuel Becerra y Bermúdez aux territoires d'outre-mer et José Echegaray aux travaux publics - et Manuel Ruiz Zorrilla à la Grâce et à la Justice pour remplacer l'unioniste Cristóbal Martín de Herrera, écarté de l'exécutif.
La crise suivante concerne la candidature au trône d'Espagne de Thomas de Savoie, duc de Gênes et neveu du roi d'Italie, qui est soutenue par les progressistes et les  »Cimbriens«  et combattue par les unionistes, qui défendent la candidature du duc de Montpensier. L'une des conditions imposées par Victor Emmanuel II pour accorder l'autorisation étant que la candidature de son neveu bénéficie d'un large soutien des forces politiques, Prim réunit une commission de quinze membres issus des trois partis en septembre 1869, mais les Unionistes restent opposés, arguant que le duc de Gênes n'a que 13 ans, ce qui reviendrait à prolonger l' »intérim«  de cinq ans supplémentaires. Pour rendre la proposition plus cohérente, les progressistes et les démocrates  »cumbriens«  décident de former un seul parti, qui s'appelle le parti radical.
Prim, avec le soutien de Sagasta, va jusqu'à offrir aux Unionistes que s'ils acceptent la candidature du duc de Gênes, il retirera le projet de loi présenté aux Cortes par le ministre de la Grâce et de la Justice Manuel Ruiz Zorrilla, qui réduit le budget de l'Église et auquel les ministres unionistes s'opposent catégoriquement, mais l'Unión Liberal n'accepte pas - et l'offre ouvre également une crise au sein du nouveau Parti Radical car Ruiz Zorrilla lui-même s'oppose au compromis, trouvant un soutien dans le secteur  »intransigeant«  du parti et prenant ainsi ses distances avec Prim et Sagasta. La crise prend fin début novembre 1869 avec la démission de deux des trois ministres unionistes, Manuel Silvela et Constantino de Ardanaz y Undabarrena, car l'amiral Topete reste au gouvernement. La coalition gouvernementale est brisée, bien que les Unionistes se soient engagés à maintenir une opposition loyale.
Après l'échec de la candidature du duc de Gênes en raison du refus de sa mère d'accepter la couronne espagnole, une nouvelle crise survient le 3 janvier 1870, lorsque Ruiz Zorrilla et Cristino Martos démissionnent parce que Prim n'accepte pas leur proposition d'établir une sorte de  »dictature libérale«  en accordant au gouvernement le pouvoir de gouverner par décret pendant trois mois. Prim recompose alors son gouvernement avec le soutien parlementaire de l'Union libérale, qu'il ne veut pas rejoindre.
La rupture définitive de la coalition des forces politiques de la Révolution de 1868 a lieu lors de la  »Nuit de Saint-Joseph« , le 19 mars 1870. Tout a commencé par un amendement déposé par les unionistes au projet économique présenté par le ministre des Finances, Laureano Figuerola, auquel se sont joints les républicains, les carlistes et un petit groupe de progressistes, tous alliés pour renverser le gouvernement. Prim demande aux Unionistes de retirer l'amendement, et devant leur refus, il s'adresse aux députés de son groupe en criant  »Radicaux, défendez-vous ! Ceux qui m'aiment, suivez-moi !«  pour empêcher la défaite du gouvernement. L'amiral Topete a immédiatement quitté la salle en colère et a annoncé qu'il quittait le gouvernement. « La conséquence a été la division irrémédiable de la coalition, qui si elle existait déjà au niveau gouvernemental, commence maintenant au niveau parlementaire. La  »Nuit de Saint-Joseph«  est restée dans les mémoires du Sexenio comme le jour de la rupture totale de la conciliation ».

### La recherche d'un roi

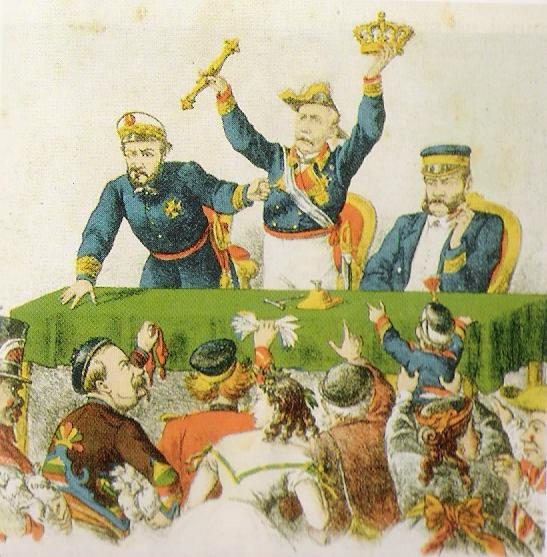
Prim, Serrano et Topete vendent la couronne espagnole aux enchères, La Flaca (1869).

Les progressistes « étaient depuis les années 40 les plus ardents défenseurs de la réunification péninsulaire, à l'instar de l'Allemagne et de l'Italie, et dès leurs premiers trébuchements avec Isabelle II, ils n'hésitaient pas à assigner à la dynastie portugaise un rôle similaire à celui que jouait la dynastie savoyarde dans la péninsule italienne. [...] Leurs regards en 1868 se tournent logiquement vers Louis Ier, en qui ils voient non seulement un champion de l'unité, mais même un monarque constitutionnel aux accents démocratiques. L'opposition qu'ils rencontrent au Portugal les conduit à défendre la candidature de son père, Don Ferdinand de Cobourg, au trône d'Espagne. En janvier 1869, cette revendication prend une forme officielle lorsque Prim charge l'ambassadeur espagnol à Lisbonne, Ángel Fernández de los Ríos, de l'organiser secrètement. C'était la plus logique des solutions monarchistes, mais les intrigues des deux côtés l'ont rendue impossible ». Le 6 avril 1869, Ferdinand de Cobourg communique par télégramme son refus du trône d'Espagne, selon Josep Fontana, parce qu'il craint que « ce qui est envisagé soit une annexion pure et simple de son pays ».
Pour leur part, les Unionistes défendent la candidature du duc de Montpensier, qui est marié à la sœur d'Isabelle II, Louise-Fernande de Bourbon, et qui a contribué financièrement aux préparatifs de la Prononciation de 1868. « Cette candidature, peu viable en raison de l'opposition de Napoléon III [compte tenu de l'antagonisme entre les maisons dynastiques françaises, les Bonaparte et les Orléans, et du peu d'enthousiasme qu'elle suscite en Espagne], est rendue impossible par les propres actions de Montpensier, qui défie et tue en duel l'infant Don Enrique de Borbón [frère du roi consort Francisco de Asís de Borbón]. À partir de ce moment, les Unionistes suivent à contrecœur les tentatives progressistes d'obtenir un monarque [parmi les Hohenzollern ou les Savoie] ».
Une fois le rejet de Ferdinand de Cobourg confirmé, le candidat suivant proposé par le gouvernement de Prim est le neveu du roi d'Italie, Victor Emmanuel II, Thomas de Savoie-Gênes, mais sa candidature est rejetée par les Unionistes parce qu'il n'a que 13 ans et que la période d'intérim devrait être prolongée de cinq ans jusqu'à ses 18 ans. L'opposition à la candidature du duc de Gênes provoque une crise au sein du gouvernement de conciliation de Prim, et les ministres unionistes Manuel Silvela et Constantino de Ardanaz y Undabarrena quittent le cabinet parce qu'ils ne veulent pas être associés à une  »candidature qui fait rire de l'extérieur et pleurer de l'intérieur« . C'est finalement la mère du duc de Gênes qui a contrecarré sa candidature, car elle craignait la situation violente en Espagne - en référence à l'insurrection fédéraliste - et que son fils ne finisse comme Maximilien de Habsbourg, qui avait été abattu par les révolutionnaires mexicains quelques années auparavant. Le 1er janvier 1870, le refus du duc de Gênes de monter sur le trône d'Espagne est confirmé.
Le gouvernement de Prim a alors sondé le général Baldomero Espartero pour qu'il accepte la couronne, « ce que le vieux militaire a refusé ».

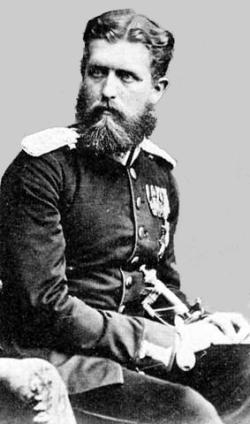
Léopold de Hohenzollern-Sigmaringen.

Le candidat suivant était le Prussien Léopold de Hohenzollern-Sigmaringen, neveu du roi de Prusse Guillaume de Prusse, qui avait le soutien du chancelier prussien Otto von Bismarck. Le gouvernement espagnol lui envoie une lettre le 17 février 1870 lui offrant la couronne, et le 23 juin, le prince prussien accepte si les Cortes le votent. Lorsque la nouvelle parvient à Paris, l'empereur Napoléon III exige que le roi de Prusse force son neveu à rejeter sa candidature, ce que Wilhelm Ier refuse. Bien que Léopold Hohenzollern ait finalement renoncé à la couronne espagnole le 12 juillet, cela n'a pas empêché le déclenchement de la guerre entre la Prusse et la France. « Napoléon III, en pleine rivalité avec la Prusse, voit comme une menace imminente le fait que deux territoires limitrophes de la France soient dirigés par des membres de la même maison royale ».
Ce nouvel échec place le général Prim dans une situation difficile, et le régent, le général Serrano, envisage de le remplacer, mais il ne trouve aucun autre homme politique capable d'obtenir le soutien des trois factions révolutionnaires - unionistes, progressistes et démocrates  »cimbriens« . Les Unionistes pressent Prim d'accepter la candidature du duc de Montpensier, tandis que les Républicains publient un manifeste dans lequel ils affirment que la seule solution qui reste est la proclamation de la République par les Cortès Constituantes, ce qui n'est pas rejeté par les démocrates  »cimbriens«  ni par une partie des progressistes qui préfèrent la République à une monarchie avec Montpensier. En outre, le 4 septembre 1870, la République est proclamée en France après la défaite de Napoléon III à la bataille de Sedan. Manuel Ruiz Zorrilla, leader du secteur  »intransigeant«  du progressisme, prône la poursuite de l' »intérim« , auquel les unionistes s'opposent, avec la formation d'un gouvernement qui mettrait en œuvre un programme de réformes sans attendre qu'un roi soit trouvé. Prim parvient finalement à sauver la situation grâce au fait qu'Amadeo de Savoie l'informe qu'il accepte la Couronne d'Espagne, deux jours avant la réouverture des Cortes, qui auraient probablement voté sa destitution en tant que chef de gouvernement et se seraient ensuite prononcées en faveur de la Monarchie avec Montpensier ou de la République.

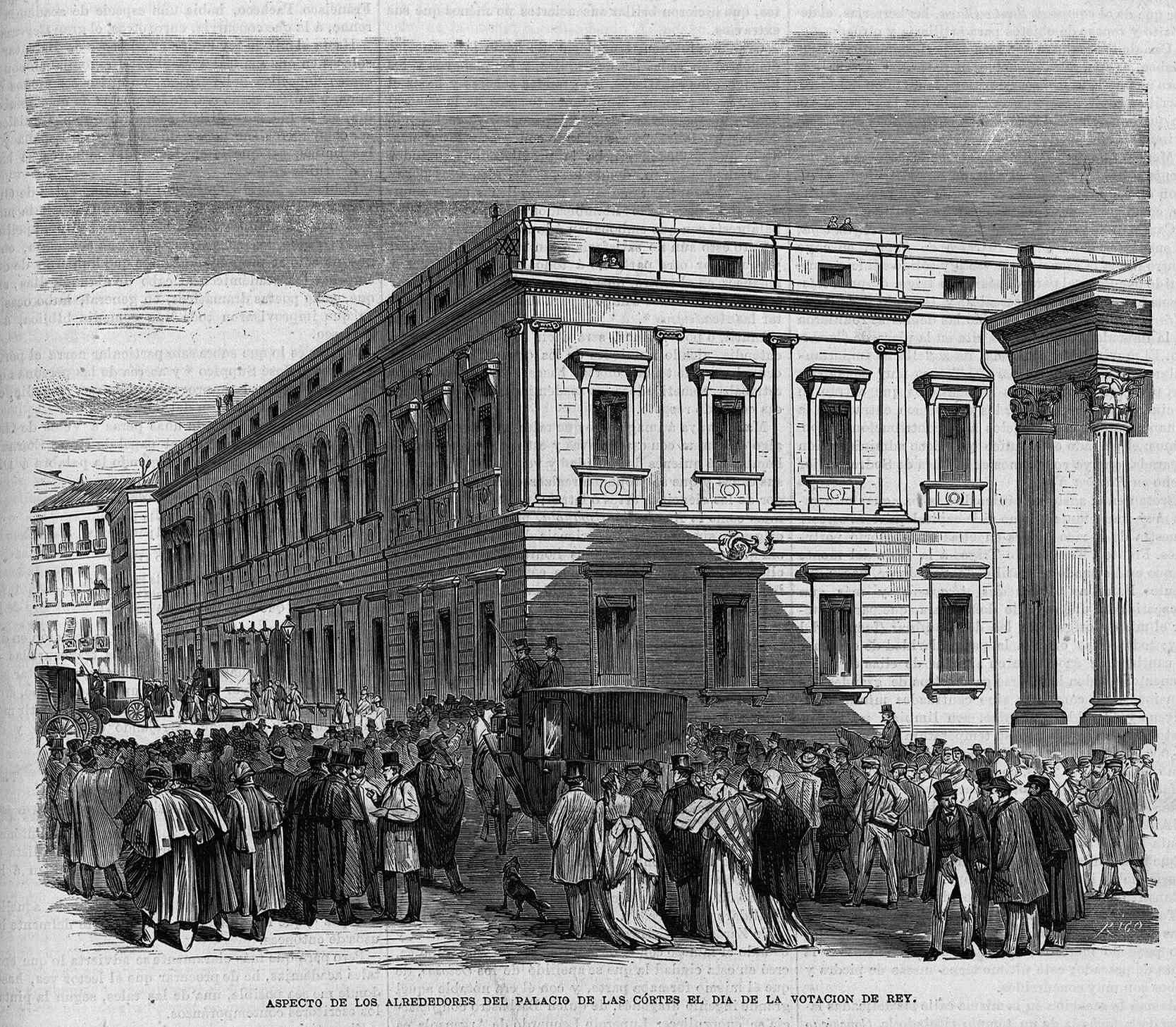
Apparition des environs du Palacio de las Cortes le jour du vote pour le nouveau roi, dans La Ilustración de Madrid.

La chute de Napoléon III à la suite de la défaite française dans la guerre franco-prussienne rend désormais possible la candidature du second fils du roi d'Italie, Amédée de Savoie, duc d'Aoste, qui n'avait jusqu'alors pas été possible en raison de l'opposition de l'empereur français. Le prince italien informa le gouvernement espagnol qu'il accepterait la couronne espagnole si les puissances européennes étaient d'accord, et toutes acceptèrent la candidature d'Amadeo, même la Prusse, bien qu'à contrecœur, car elle espérait que lorsque la guerre avec la France serait terminée, la candidature de Léopold de Hohenzollern-Sigmaringen serait à nouveau viable. Ainsi, le 31 octobre 1870, Amadeo confirme officiellement son acceptation de la couronne espagnole. Prim a réuni les trois groupes soutenant le gouvernement - Unionistes, Progressistes et  »Cimbrians« , ces deux derniers ayant fusionné dans le Parti Radical - pour soutenir sa proposition, ce qui a entraîné une scission au sein de l'Union Libérale entre les  »frontaliers«  ou  »Aostatistes« , qui ont soutenu la candidature, et ceux qui l'ont rejetée parce qu'elle n'avait pas été préalablement débattue entre les membres de la coalition gouvernementale, dirigée par Antonio de los Ríos Rosas.
Le 16 novembre 1870, les Cortes Constituyentes, présidées par Manuel Ruiz Zorrilla, ont élu le duc Amadeo d'Aoste, deuxième fils du roi d'Italie Victor Emmanuel II, comme nouveau roi d'Espagne, sous le nom d'Amédée Ier. Au total, 191 députés ont voté pour, 100 contre et 19 se sont abstenus. Les progressistes et les  »cimbrians«  fusionnés dans le parti radical ainsi que les unionistes  »frontaliers«  votent pour Amadeo de Savoie ; les unionistes dissidents de Ríos Rosas votent pour le duc de Montpensier ; les fédéraux, la République fédérale ; 8 progressistes - dont Lesmes Franco del Corral (León) - votent pour Baldomero Espartero ; 2 modérés pour Alfonse de Bourbon. Parmi les 19 bulletins blancs figurait le groupe d'anciens syndicalistes dirigé par Antonio Cánovas del Castillo.

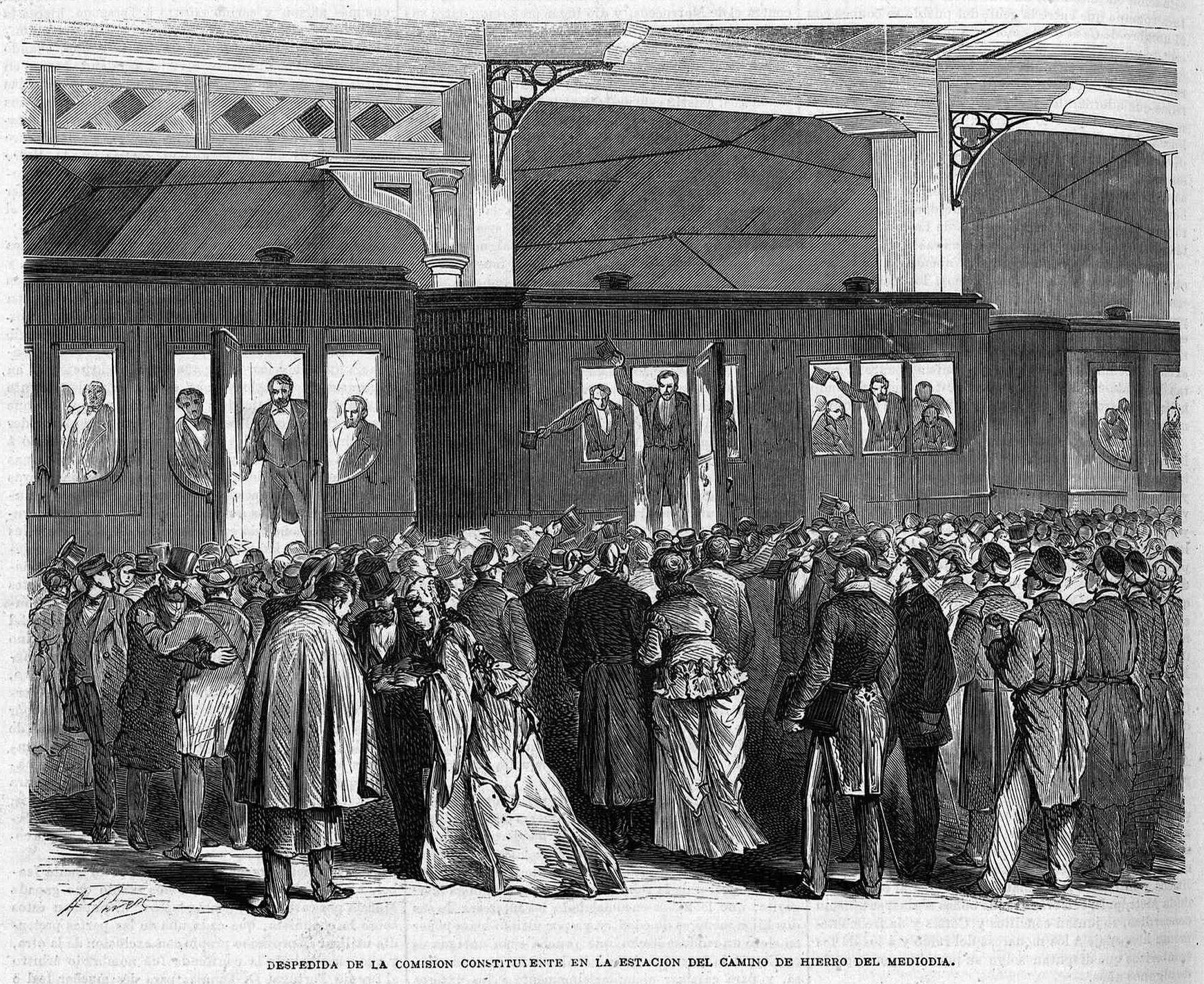
Départ de la Commission constituante pour l'Italie afin d'offrir la couronne à Amadeo de Savoie. Gare du midi (Madrid).

Le résultat du vote pour l'élection du nouveau roi est le suivant :
| Candidature                | Votes | Portrait |
| -------------------------- | ----- | -------- |
| Amédée de Savoie           | 191   |          |
| République Fédérale        | 60    |          |
| Duc de Montpensier         | 27    |          |
| Baldomero Espartero        | 8     |          |
| Alphonse de Bourbon        | 2     |          |
| République Unitaire        | 2     |          |
| République                 | 1     |          |
| Louise-Fernande de Bourbon | 1     |          |
| Blancs                     | 19    |          |
| TOTAL                      | 334   |          |

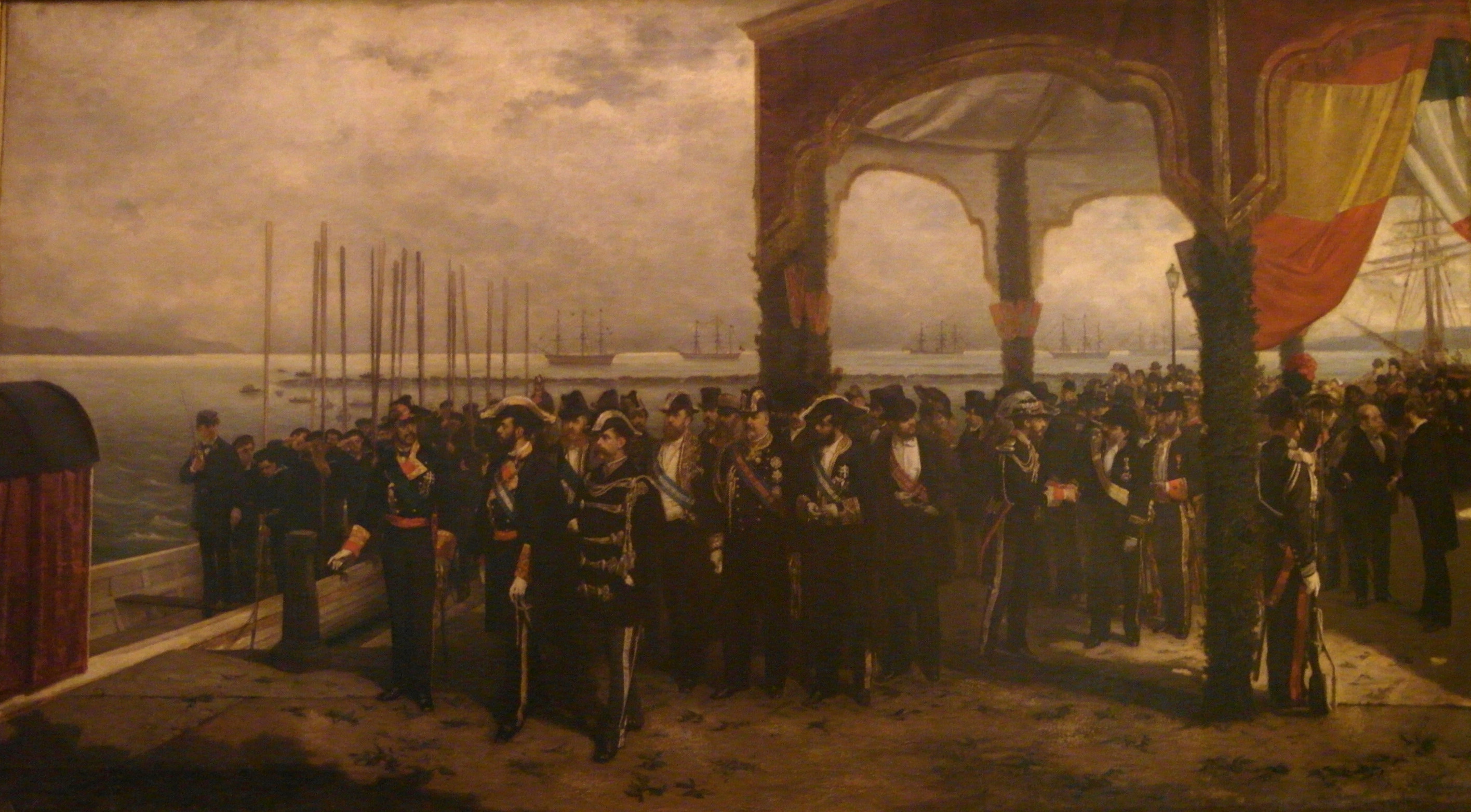
Embarquement du roi Amadeo dans le port de La Spezia, Italie, en 1870, par Luis Álvarez Catalá.

« La solution n'a satisfait que les progressistes et a été acceptée avec une énorme froideur par l'opinion publique espagnole, qui n'a jamais ressenti le moindre enthousiasme pour le prince italien ». Le père Luis Coloma, dans son célèbre roman Pequeñeces, fait référence à une  »satire grotesque«  intitulée  »El Príncipe Lila" qui s'est tenue dans les jardins du Retiro à Madrid, « dans laquelle le monarque régnant a reçu le nom de Macarroni I » « tandis qu'une foule immense de toutes les couleurs et nuances applaudissait ». Il ne semble pas non plus que Léopold de Hohenzollern-Sigmaringen ait joui d'une grande popularité, son nom de famille étant prononcé dans des blagues telles que « ole, ole, si je suis élu ».
Amadeo Ier est proclamé roi le 2 janvier 1871 après avoir prêté serment devant les Cortes, marquant ainsi le début de la deuxième étape du Sexenio Democrático. Elle a pourtant commencé par un mauvais présage, puisque le principal soutien de la nouvelle dynastie, le général Prim, était mort quatre jours plus tôt, victime d'une tentative d'assassinat à Madrid.